# موشيه غرياني
موشيه غرياني (بالعبرية: משה גריאני‏) هو لاعب كرة قدم إسرائيلي في مركز الدفاع، ولد في 18 يونيو 1957 في طبريا في إسرائيل. شارك مع منتخب إسرائيل لكرة القدم. أما مع النوادي، فقد لعب مع برايتون أند هوف ألبيون ومكابي نتانيا ونادي مكابي تل أبيب.

## وصلات خارجية
- موشيه غرياني على موقع قاعدة بيانات كرة القدم.إي يو (الإنجليزية)